# Tumulus de Vielle-Aubagnan
Les tumulus de Vielle sont des monuments funéraires situés sur la commune de Vielle-Tursan, dans le département des Landes, en Gascogne. Ils sont datés approximativement de la fin du IIe siècle av. J.-C., au second âge du fer.
L'un d'eux, abritant entre autres la double sépulture d'un homme et d'une femme, a livré entre autres riche mobilier deux pièces portant des inscriptions ibères, une découverte unique dans cette région, et une cotte de mailles, unique en France pour cette époque.

## Situation
Généralement cités comme les « tumulus de Vielle-Aubagnan », « de Vielle Aubagnan » voire « d'Aubagnan »,, ces tertres funéraires se trouvent dans le Tursan, dans le coin sud-est du département des Landes, en Aquitaine, avec les Pyrénées-Atlantiques à 10 km au sud et le Gers à 10 km à l'est. Pau est à 60 km au sud, Mont-de-Marsan à 30 km au nord. Ils sont sur la commune de Vielle-Tursan, sur la lande dite « Mesplède » entre Vielle à l'est et Aubagnan à l'ouest,.

## Historique des fouilles et études

### Fouilles
En 1914 Pierre-Eudoxe Dubalen explore un premier tumulus, plus tard nomenclaturé comme « tumulus no 3 », qui lui révèle entre autres deux sépultures, chacune avec des urnes déposées côte à côte : les tombes no 7 (sépulture d'un homme) et no 6 (sépulture d'une femme), accompagnées de mobilier dont la richesse indique des personnages de haut rang social. 

Dubalen, conscient de l'importance de sa trouvaille, déplore le manque de moyens qui l'empêche de fouiller aussi correctement qu'il le voudrait. 

En 1914 il annonce son exploration du tumulus par une lettre datée du 30 janvier (1914) à la Revue des Études Anciennes : il y joint une photographie de l'inscription no 1, qu'il reproduit aussi dans cette lettre.
Il écrit également à Camille Jullian, alors professeur des Antiquités nationales au Collège de France, une lettre datée du 9 février 1914 (reproduite dans Hébert 1990, p. 3 et 5), à laquelle il joint un moulage de la grande inscription,. L'événement est signalé par les journaux parisiens, qui précisent que l'Académie a aussi reçu l'objet portant l'inscription : « la lamelle d'argent présentant une inscription en repoussé, sa description, et le moulage ». C'est la lamelle comportant les plus grands caractères.
Pierre Lummau (1882-1947), son directeur adjoint au musée Dubalen, reprend les fouilles du même tumulus en 1925.
En 1926 Dubalen publie l'exploration d'un autre tumulus de cet ensemble.
Les remembrements des années 1950-1970 et le développement de la culture du maïs amènent l'arasement du tumulus no 3. Nous ne savons pas ce qu'il est advenu des autres tumulus de l'ensemble.

### Études
G. Fabre mentionne en 1943 trois tumulus ayant fourni des urnes funéraires et décrit le contenu du tumulus no 3, détaillant la cotte de mailles, et de nouveau en 1946.
René Lafon (1956) analyse l'inscription no 1 ainsi que celle qu'il a découverte en compagnie de Maurice Prat.
La seconde inscription est découverte en 1956. Cette année-là, Lafon en fait une première publication.
Untermann 1961 et 1980 ?, la consécration pour le tumulus : Untermann inclut les inscriptions d'Aubagnan dans son œuvre magistrale Monumenta Linguarum Hispanicarum (vol. 2)
En 1976, Jean-Pierre Mohen replace l'inscription no 2 dans son cadre exact, une phiale avec umbo en haut relief.
Roux et Coffyn récapitulent en 1985 les résultats des fouilles de Dubalen, une mise au point publiée au congrès de la Fédération historique du Sud-Ouest à Pau. Ils mettent en avant la cotte de mailles, objet unique en France ; et le casque dont les décorations montrent l'influence des apports celtes en Aquitaine.
Domingo Fletcher 1981
En 1990 Hébert publie une étude exhaustive des inscriptions ibères.
Gorrochategui 1984, 2002 et 2013.
Iglesias 2008, qui se défend vigoureusement contre l'attaque menée par Lakarra sur ses recherches concernant la question basco-ibérique.
Ruiz & Luján 2011.

## Description générale, identification des tumulus
Les tumulus de Vielle-Aubagnan, au pluriel, désignent un ensemble de tumulus funéraires avec, à proximité, une enceinte possible détectée en 1984 par des prospections aériennes.
Le tumulus de Vielle-Aubagnan, au singulier, désigne le tumulus no 3, le plus connu pour le mobilier unique qu'il a livré.

### Nombre de tumulus et de sépultures
Le site a au moins quatre tumulus funéraires. Trois tumulus sont mentionnés par G. Fabre (1943) comme ayant fourni des urnes funéraires — ce qui ne dit pas s'il y a eu seulement trois tumulus ou plus de trois —; elle ajoute qu'il y a peu de renseignements sur les tumulus 1 et 2. Le quatrième tumulus est celui exploré par Dubalen en 1926, selon lui le plus grand de la région avec 40 m de diamètre.
Fabre précise que selon un croquis de M. Dufourcet, le tumulus no 3 a fourni à Dubalen 43 ensembles d'urnes formant sépulture, totalisant 75 à 80 urnes (il faut trois urnes pour une sépulture complète, nombre de ces 43 ensembles sont donc incomplets) ; ces nombres sont repris par Hébert (1990) qui ajoute que Lummau, ayant repris les fouilles du même tumulus en 1925, a recueilli encore 60 urnes. Soit un nombre minimum d'environ 65 sépultures pour le seul tumulus no 3 

Dubalen signale qu'environ 120 de ces ensembles funéraires à trois vases sont connus dans la région en 1914.
Dans les tombes d'hommes, des armes tordues et brisées sont placées contre le côté Est des urnes ; les bijoux des tombes de femmes sont disposés soit eux aussi à l'est des urnes, soit dans des coupes.

### Nombre de tertres d'habitation
Dubalen (1914) précise que les tertres funéraires sont entourés de tertres d'habitation ; et que dans la région le nombre de ces derniers varie entre 10 et 25, sans indiquer le nombre exact pour le site de Mesplède. On peut toutefois supposer qu'il y a au moins 10 tertres d'habitations associés aux tumulus funéraires de Mesplède. Une autre question demeure : pourquoi Dubalen mentionne-t-il des tertres funéraires « entourés » d'habitations, alors que l'enceinte possible détectée en 1984 se trouve « à proximité » et donc n'entoure pas les tumulus ?

### Tumulusno3
Le tumulus no 3 a une forme conique. Selon Dubalen, son diamètre est de 25 m pour une hauteur de 1,80 m ; mais trente ans plus tard Fabre lui donne 19 m de diamètre pour une hauteur de 1,50 m.

### Grand tumulus
En 1926 Dubalen publie son exploration d'un autre tumulus du même ensemble, selon lui le plus grand de la région avec 40 m de diamètre.
Il y trouve au centre une chambre funéraire en forme de rectangle allongé, de 4,50 m de long sur 1,80 m de large, faite de grandes dalles posées sur leur chant et séparée en deux parties inégales par une grande dalle verticale portant à la partie médiane de son sommet une rainure en arc de cercle fortement marquée. Un pavage de gros cailloux tapisse l'intérieur et le pourtour. La chambre funéraire ne contient ni ossement ni tesson de poterie.

## Datation du tumulus 3
La sépulture est datée par son mobilier de l'époque du second âge du fer, et vraisemblablement de la fin du IIe siècle av. J.-C..

## Mobilier du tumulusno3
Le centre du tumulus est occupé par deux urnes.
La présence d'armes indique une sépulture de guerrier.
seules inscriptions ibères
Leur présence dans les Landes est particulièrement intrigante et elles ont fait l'objet d'une abondante littérature scientifique ; à ce jour les débats ont toujours cours quant à l'interprétation de cette découverte pour déterminer la part et les modalités de l'influence ibérique en Aquitaine avant la conquête romaine,,.
cotte de mailles unique en France pour cette époque

### Ensembles funéraires
Dubalen (1914) décrit un monument funéraire composé de trois vases : un grand pot contenant des os calcinés sans trace de cendres et une petite urne emplie de cendres fines ; le bord supérieur de cette deuxième urne affleure celui de l'urne qui la contient. Ces deux vases sont recouverts par un troisième en forme de coupe et en position renversée sur les premiers, surmontée d'un caillou simplement posé dessus.
La double fosse du roi et de la reine est probablement la plus ancienne sépulture, étant placée sous toutes les autres.

### La cotte de mailles
L'une des sépultures a livré une cotte de mailles faite de petits anneaux de fer et de bronze, avec de grandes plaques de bronze, dont l'encolure est bordée de ce qui est probablement un hausse-col en bronze se présentant sous la forme de morceaux de tôle de bronze. Certaines de ces tôles, ornées de cercles concentriques en relief, pourraient être des pièces de plaque de poitrine ou de cuirasse d'une armure.
Un bouton conique en bronze de 2 cm de diamètre, orné d'un rinceau d'S, est fixé par des rivets aux débris de la cotte de mailles.

### Objets incrustés dans la cotte de mailles

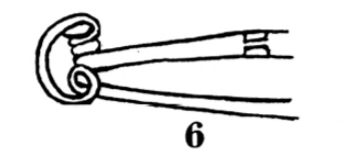
Partie de fibule adhérant à la cotte de mailles

À la cotte de mailles sont agglutinées diverses plaques de bronze et fibules, ainsi que des vestiges d'objets identifiés plusieurs dizaines d'années après comme des phiales (voir ci-dessous).
Une fibule de La Tène II adhère encore à un des fragments de la cotte de mailles. De grande taille, sa forme est la plus typique et la plus fréquente avec un ressort très développé et le pied redressé à angle droit ; mais ce dernier ne se termine pas par un bouton, comme pour la forme type du Hallstatt : il présente dans sa partie supérieure une cupule prolongée en languette. Les boules qui terminent le ressort sont ornées de motifs curvilignes qui évoquent la Tène. L'arc porte un carré avec, au centre et dans les angles, des cupules reliées par des traits longitudinaux gravés et pointillés. Ces cupules et celle du pied servaient peut-être de sertissage pour des décorations en perles d'émail, corail ou autre matériau.
Un mors de cheval en fer aurait été trouvé « dans la même tombe que la cotte de mailles ».

#### Phiale 1
Dubalen y voit une banderole en cercle comme un collier.
Son diamètre est de 17 cm.
Les descriptions conjuguées de Dubalen (publication et lettre en 1914) donnent ces vestiges comme « une banderole d'argent formant un cercle enchâssée en partie dans [la] cotte de mailles », portant « au revers des traces de soudure d'or et sur l'endroit « une inscription en repoussé ». Des examens plus récents déterminent que ces pièces sont des fragments de deux coupes en argent, dites phiales, dont une rehaussée d'or,.
un cercle en argent repoussé portant une inscription celtibérique (représenté fîg. 5, 1).
Les deux phiales étaient emboitées l'une dans l'autre et ont été écrasées par le poids de la terre.
Selon Hébert, la meilleure description des vestiges de la phiale no 1 ou 2 est donnée par Dubalen lui-même, dans une lettre du 9 février 1914 à Camille Jullian, ce dernier alors professeur des Antiquités nationales au Collège de France. Elle accompagne un moulage de la grande inscription.
Enfin une bande ornée elle aussi de motifs curvilignes, formant rinceau, rend plus sensible encore l'influence de l'art celtique de La Tène, déjà très nette dans les objets précédents (fig. 5, 4 et 5).
Dubalen (1914a) indique à propos de la pièce no 1 que « la banderole d'argent qui porte l'inscription est ornée sur un bout par une tête de cerf avec ses bois, en repoussé ». Il y a là une confusion de sa part, car la tête de cerf est sur la pièce no 2.

#### Phiale 2, phiale historiée
Cette phiale est dite historiée car elle porte des illustrations diverses.
Elle ressemblait à un taste-vin sans anse, de 12 à 15 cm de diamètre.
La prétendue clochette est l'ombiblic de la phiale, élément portant une tête de lion.
D'autres éléments épars portent des décorations : un lévrier, un groin de sanglier ou tête de cerf, le toit d'une cabane, un dessin interprété comme un bras étendu puis une ramure de cerf.
Elle a été brisée en 3 morceaux et restaurée par le musée du Louvre entre 1944 et 1956. La restauration a surtout concerné la jonction avec les deux lettres inscrites sur un fragment détaché.
Le 6 décembre 1956 René Lafon et Maurice Prat retrouvent au musée Dubalen une photo des deux pièces inscrites. Cette photo a de nouveau disparu depuis, voir p. 16.
Kimmig reproduit le dessin de la pièce no 2, sans proposer d'interprétation,.
Jean-Pierre Mohen a cependant inversé la position de la tête de l'animal de droite, qu'il a placée à gauche du personnage, ainsi qu'une autre figure qu'il décrit comme un bras tendu mais pour laquelle Hébert voit plutôt un bois de cerf. Mohen montre toutefois une épaule drapée et un bras replié, qui ont disparu sur la pièce restaurée.
Les vestiges de cette pièce se trouvent maintenant au musée Dubalen à Mont-de-Marsan.

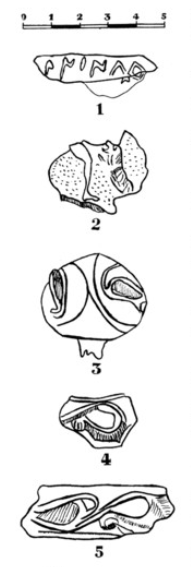
Quelques objets adhérant à la cotte de mailles

### Objets voisins
À côté de ces objets, Dubalen trouve des armes en fer brisées et brûlées, dont ;
- un pommeau d'épée en bronze et les restes tordus d'une lance ;
- non mentionné par la publication de Dubalen en 1914 mais indiqué par plusieurs auteurs, cette tombe inclut aussi un casque décoré d'un pommeau sommital — que Dubalen avait interprété comme une clochette[9] — avec des garde-joues eux aussi décorés, de tradition celtique[n 4],[3],[23] ;
- une lance tordue et repliée[20].

### Le devenir du mobilier
Le mobilier a été dispersé et une part importante perdue, y compris le fragment de phiale dit « banderole » envoyé à Paris en 1914 et dont il ne reste en 1956 qu'une photographie vue par Lafon ; plusieurs dessins de son inscription ont toutefois été publiés (carnets de fouilles de Dubalen, Dubalen 1914a, Vidal 1927, Kimmig 1954, Hébert 1990… Pour ce dernier, la meilleure reproduction est celle de André Vidal dans Nos Landes).
De la phiale no 1 il reste le bord supérieur entier et la lamelle inscrite en gros caractères : ce que Dubalen appelle « banderole ».
Le fragment no 1 a été perdu.
Seule une des quatre fibules à disques de type pyrénéen a été retrouvée, par Dominique Roux. Les urnes funéraires restantes ne sont pas identifiées.

## Phiales et inscriptions: influence ibérique en Aquitaine avant la conquête romaine
Les phiales portent deux courtes inscriptions en caractères ibères, qui posent deux questions : leur lecture, et leur interprétation historique.
Jürgen Untermann (1980), Domingo Fletcher (1981) et  Jean-Claude Hébert (1990).

### L'alphabet ibère, histoire
Cet alphabet est utilisé sur la côte levantine espagnole dès la fin du IIIe siècle av. J.-C. pour la frappe des monnaies (mais il y est connu auparavant sur des plombs et des céramiques), sur la côte languedocienne au-delà de Narbonne, voire jusque dans la région de Toulouse car des monnaies à caractères ibères ont été frappées dans la région Volque-Tectosage qui en dépend, et à l'intérieur des terres principalement dans le bassin de l'Èbre.

### Les inscriptions au présent
Lafon écrit en 1956 que l'inscription d'Aubagnan décrite par Dubalen « est ignorée de beaucoup de spécialistes des langues écrites en caractères ibères. Le mot — ou partie de mot ? — qui la compose ne figure pas dans le précieux lexique publié par M. Antonio Tovar en 1951, Léxico de las inscripciones ibéricas (celtibérico e ibérico).
Pourtant, en 2013 les inscriptions celtibères de Vielle-Aubagnan sont encore une découverte unique en Aquitaine,,. Ce sont les seules inscriptions connues de cette époque qui rattachent la présence ibère à une implantation locale et pas seulement à un simple passage. Car les seules autres inscriptions celtibères connues en Aquitaine sont celles des monnaies du trésor de Barcus (Pyrénées-Atlantiques, à environ 80 km au sud-ouest de Vielle), dont toutes les pièces ont été frappées dans des ateliers hispaniques. Ce trésor est considéré comme celui d'un corps de troupe fuyant l'armée de Pompée lors de la guerre de Sertorius (-80 à -72), et n'est donc pas une preuve de la connaissance possible de la langue ibère par les indigènes de la région. Hébert note aussi l'existence de deux petits trésors monétaires trouvés en pays Basque, par quoi il pense peut-être à celui de Lekunberri (six pièces de bronze) et celui de Castets[Lequel ?] (une vingtaine de monnaies).

### Débat sur l'origine des phiales
Ce débat est étroitement lié au langage des inscriptions.
Fletcher accepte une origine étrangère à la région pour les phiales : il les fait provenir de la région narbonnaise mais leur donne une origine alavène (en gros le bassin du Zadorra, affluent de rive gauche amont de l'Èbre) en se basant sur le mot anbaikar de l'une des phiales, qu'il rapproche de l'anthroponyme alavène Ambaicus.
Pour Joaquín Gorrochategui (1984), les inscriptions d'Aubagnan sont des « textes écrits sur des objets importés et donc totalement étrangers à la sphère culturelle et linguistique aquitanique ».
Les Ibères à proprement parler avaient également l'habitude d'incinérer leurs morts comme le rappelle Henri Gavel (1931 : 229),.
M. Momméja a montré à Dubalen « des vases absolument semblables trouvés près d'Agen » ; ce d'après quoi Dubalen conclut que « le même peuple a habité toute la région entre la Garonne et les Pyrénées ».
Leur présence dans les Landes est particulièrement intrigante et elles ont fait l'objet d'une abondante littérature scientifique ; à ce jour les débats ont toujours cours quant à l'interprétation de cette découverte pour déterminer la part et les modalités de l'influence ibérique en Aquitaine avant la conquête romaine,,.
J.-Cl. Hébert (1990) établit que les phiales ont probablement été fabriquées dans un atelier de la basse vallée de l'Èbre à la fin du IIIe siècle av. J.-C..

### Inscriptions de la pièce 1
Lecture de Lafon (1956) : anbailku 

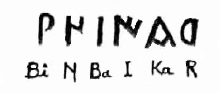
Lecture proposée par Paniagua (1985)

Lecture de Untermann (1980, B.10) : anbaikar
Le fragment no 1 a été interprété par J. Untermann comme l'expression d'un nom de personne étroitement apparenté avec les fréquents noms documentés dans le nord de l'Espagne, notamment dans la province d'Alava, Ambaicus, de la famille du nom de personne Ambatus, très commun dans la partie occidentale de la péninsule. Cette identification est lourde de conséquences, parce qu'Untermann en déduit qu'il y a eu une acculturation ibérique de la population du Sud-Ouest de la France, “qui adopta l'écriture ibère” ; autrement dit, la pièce aurait été écrite in situ par les indigènes de la région qui connaissaient l'écriture ibère et, par conséquent, il faudrait considérer le texte gravé sur la phiale comme appartenant à la langue indigène de la région
Lecture de Hébert (1990, p. 12 et 19) : a) binbaikar.
première inscription : AnBil, anPailCu etc.
Les inscriptions, difficiles à déchiffrer, sont interprétées comme des patronymes ; selon les différents spécialistes, la première inscription porte les mots « anbaikar » ou « binbaikar ».
La transcription d'hesperia : LAN.01.01 . "Bin baikar" on peut separer (----)bin ét baikar mot repété sur les vases liturgiques come la phiale de Tivissa; Baikar pense-ton designe le récipient des liquides, parfois inscrit sur des verres en écriture ibérique.

Inscription ibère, phiale no 1
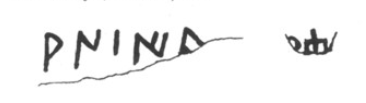
Reproduction par Dubalen 1914a
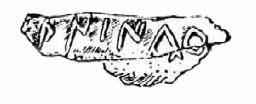
Reproduction par Vidal (1927)

### Inscriptions de la pièce 2
Lecture de Lafon (1956) : betiteen
Lecture de Untermann (1980, B.10) : ]titeeki[

Lecture de Hébert (1990, p. 12 et 19) : ?]kutiteegi[
Les inscriptions, difficiles à déchiffrer, sont interprétées comme des patronymes ; selon les différents spécialistes, la seconde inscription porte les mots « betiteen », « jtiteeki » ou « jkutiteegi »
Transcription d'hesperia : LAN.01.02  " (- - -)kutite eki(ar) La base de données hesperia propose une marque d'auteur de la phiale composée d'un nom personnel + te et du verbe ekiar /egiar : élaborer , fecit.
Ce fragment comporte cinq lettre dans un espace de 22 mm.

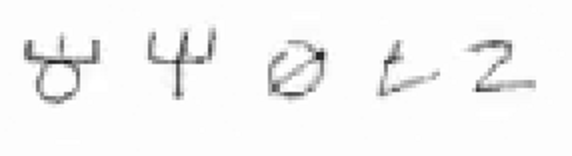
Inscription no 2 par

Vestiges de la phiale no 2
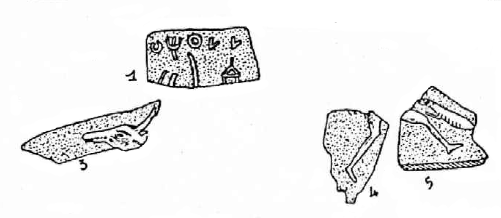
Dessin par Kimmig (1954) Kimmig (1954)
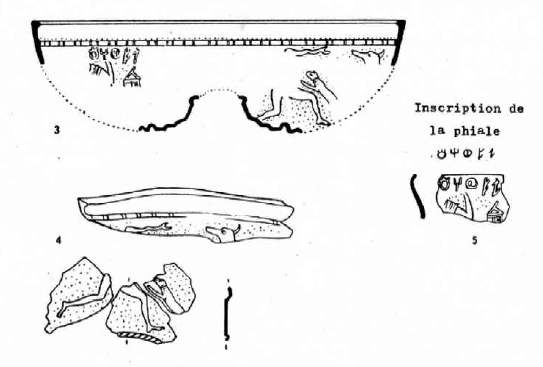
Dessin de reconstitution par Mohen (1976)